# Bathycolpodes acoetopa
Bathycolpodes acoetopa là một loài bướm đêm trong họ Geometridae.